# Piotr Nikitin
Piotr Wasiljewicz Nikitin, ros. Пётр Васильевич Никитин (ur. 1909 we wsi Sieczenka, zm. 27 stycznia 1959 w Moskwie) – radziecki działacz partyjny i państwowy, zastępca przewodniczącego Państwowej Komisji Planowania (Gospłanu) ZSRR (1949-1953).
Od 1930 w WKP(b), 1933 ukończył studia w Instytucie Politechnicznym w Leningradzie, po czym był jego pracownikiem naukowym. Kandydat nauk technicznych. Od 1933 w marynarce wojennej, od 1936 członek Państwowej Komisji Planowania przy Radzie Komisarzy Ludowych ZSRR. 1941-1949 naczelnik Wydziału Państwowej Komisji Planowania/Państwowego Komitetu Planowania Rady Ministrów ZSRR, 1949-1953 zastępca przewodniczącego Gospłanu. Od 14 X 1952 do śmierci kandydat na członka KC KPZR, 1953-1955 I zastępca przewodniczącego Gospłanu, a 1955-1957 – Państwowej Komisji Gospodarczej przy Radzie Ministrów ZSRR. 1957 naczelnik Głównego Zarządu ds. Związków Gospodarczych z Krajami Demokracji Ludowej Rady Ministrów ZSRR, od 1957 do śmierci zastępca przewodniczącego Państwowego Komitetu Rady Ministrów ZSRR ds. Stosunków Gospodarczych z Zagranicą. Odznaczony Orderem Czerwonego Sztandaru Pracy i Orderem Czerwonej Gwiazdy.